# Delacorte Theater
Il Delacorte Theater, fondato nel 1962, è un teatro all'aperto situato nel Central Park di New York, e ha una capienza di 1872 spettatori. Si tratta per la precisione di un anfiteatro all'aria aperta.
Si trova vicino al Great Lawn e Turtle Pond oltre che il Castello del Belvedere, che sono la scenografia naturale dello stabile. Questo teatro è meglio conosciuto per aver ospitato ogni estate il New York Shakespeare Festival.
Ogni estate, l'associazione Joseph Papp Public Theater presenta una serie, generalmente di due produzioni della durata di quattro settimane, al Delacorte, tra cui spicca sempre almeno un'opera di William Shakespeare. Questi sono presentati gratuitamente al pubblico: due biglietti massimo a persona sono distribuiti alle 13:00 di ogni giorno direttamente sul posto, anche se gli abbonati al Public Theater possono acquistare i biglietti in anticipo.
Il teatro è così chiamato in onore di George T. Delacorte Jr., che ha donato i soldi per la sua costruzione.